# هنريك دام
هنريك دام (بالدانماركية: Henrik Dam)، واسمه الكامل كارل بيتر هنريك دام (بالدانماركية: Carl Peter Henrik Dam) ـ (21 فبراير 1895 - 17 أبريل 1976)، عالم فيزيولوجيا وكيمياء حيوية دانماركي. تقاسم جائزة نوبل في الطب لعام 1943 مع الأمريكي إدوارد دويزي لاكتشافهما فيتامين ك ودوره في وظائف الجسم البشري. قام دام بإطعام بعض الدجاج طعامًا خاليًا من الكوليسترول، وبعد أسابيع قليلة بدأت الدجاجات تعانين من نزف مستمر. وقد عزل دام المادة الغذائية التي اكتشف أنها ضرورية لتجلط الدم وسماها «فيتامين التجلط» (بالألمانية: Koagulations-Vitamin)، وهو الاسم الذي اختصر فيما بعد إلى فيتامين ك.

## حياته الأكاديمية
حصل دام على درجة البكالوريوس في الكيمياء من معهد البوليتكنيك بكوبنهاغن (جامعة الدانمارك التقنية حاليًا) سنة 1920، ثم عُيٌن معلمًا مساعدًا للكيمياء في مدرسة الزراعة والطب البيطري، ثم عُيٌن معلمًا للكيمياء الحيوية بمختبر علم وظائف الأعضاء بجامعة كوبنهاغن سنة 1923. وفي سنة 1925 انتقل دام إلى جامعة غراتس لدراسة الكيمياء جزئية النطاق تحت إشراف البروفيسور فريتز بريغل، ثم عاد إلى جامعة كوبنهاغن حيث عُيّن أستاذًا مساعدًا بمعهد الكيمياء سنة 1928، وقد قضى جانبًا من فترة عمله بجامعة كوبنهاغن في إجراء أبحاث خارج الدانمارك، وفي سنة 1934 أنجز دام أطروحة عنوانها «بعض الأبحاث عن الأهمية البيولوجية للستيرينات» (بالدانماركية: Nogle Undersøgelser over Sterinernes Biologiske Betydning)، قدمها إلى جامعة كوبنهاغن وحصل بها على درجة الدكتوراه في الكيمياء الحيوية.

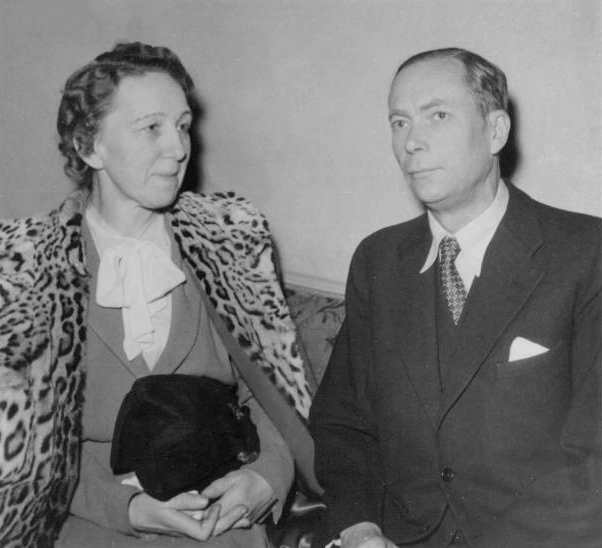
سد مع زوجته في ستوكهولم عام 1946

عمل دام باحثًا بجامعة روتشستر الأمريكية بين عامي 1942 و 1945، وقد كان حصوله على جائزة نوبل في الطب لعام 1943 إبان هذه الفترة.

## وفاته
توفي دام في 17 أبريل 1976 في العاصمة الدانماركية كوبنهاغن.